# Stone Hallquist
Stone (Sten) Conrad Hallquist, född 8 april 1902, död 1 juni 1981, var en amerikansk fotbollsspelare (running back) som spelade 9 matcher under 1926 års säsong för Milwaukee Badgers i National Football League.

## Biografi
Hallquist föddes i Sverige. Han studerade vid South Division High School och Middlebury College.
Han dog i Sun City, Arizona.   